# John Sekula
John Sekula (14 gennaio 1969 – 28 ottobre 2010) è stato un chitarrista statunitense membro fondatore del gruppo heavy metal Mushroomhead.

## Biografia
Conosciuto anche come JJ Righteous, Sekula è stato identificato principalmente per aver indossato una maschera da Ace Frehley, una maschera da saldatura, una maschera da mostro simile a un troll e una maschera Ghostface. È stato sostituito da Marko "Bronson" Vukcevich nel 2001 dopo diversi problemi con la droga. Sekula ha anche suonato la chitarra sia per gli State of Conviction che pergli Unified Culture, guidati dal cantante dei Mushroomhead Jason Popson .
È morto il 28 ottobre 2010, in seguito a una grave insufficienza cardiaca.

## Discografia

### Con i Mushroomhead
- Mushroomhead (1995)
- Superbuick (1996)
- Remix (1997)
- M3 (1999)
- XX (2001)
- Remix 2000 (2002)